# Zbyszko Melosik
Zbyszko Melosik (ur. 25 kwietnia 1956 w Poznaniu) – polski socjolog edukacji i pedagog, profesor nauk humanistycznych, nauczyciel akademicki Wydziału Studiów Edukacyjnych Uniwersytetu im. Adama Mickiewicza w Poznaniu. Odznaczony Krzyżem Kawalerskim Orderu Odrodzenia Polski. Doktor honoris causa Uniwersytetu Szczecińskiego oraz Chrześcijańskiej Akademii Teologicznej w Warszawie.

## Działalność naukowa i dydaktyczna
Ukończył studia magisterskie z zakresu politologii w 1979 w Instytucie Nauk Politycznych na Wydziale Nauk Społecznych Uniwersytetu im. Adama Mickiewicza w Poznaniu. W 1983 rozpoczął pracę na Uniwersytecie im. Adama Mickiewicza w Poznaniu. Stopień naukowy doktora uzyskał w 1986. Habilitował się na Wydziale Studiów Edukacyjnych Uniwersytetu im. Adama Mickiewicza w Poznaniu w dziedzinie nauk humanistycznych, dyscyplinie pedagogika, specjalności pedagogika porównawcza w 1995 na podstawie pracy Współczesne amerykańskie spory edukacyjne. Tytuł naukowy profesora zwyczajnego uzyskał w 1998. W 2018 otrzymał tytuł doktora honoris causa Uniwersytetu Szczecińskiego. W 2019 został uhonorowany Medalem Polskiego Towarzystwa Pedagogicznego.
Zajmuje się kulturą popularną, w szczególności amerykańską, a także współczesnymi systemami edukacyjnymi. Jest autorem książek i artykułów dotyczących tożsamości młodzieży współczesnej, społecznych funkcji edukacji, kultury popularnej, pedagogiki porównawczej, szkolnictwa amerykańskiego.
Stypendysta Fulbrighta, profesor wizytujący w uczelniach Curry School of Education, University of Virginia, Charlottesville. W swojej karierze naukowej wielokrotnie wygłaszał okolicznościowe wykłady dla instytucji takich jak: Stockholm University, University of Sydney, College of William and Mary, Nazareth College of Rochester, University of North Carolina.
Promotor 22 obronionych prac doktorskich. Pięciu doktorów prof. Zbyszka Melosika uzyskało stopień doktora habilitowanego.
19 grudnia 2019 został odznaczony przez Prezydenta Rzeczypospolitej Polskiej Krzyżem Kawalerskim Orderu Odrodzenia Polski za wybitne zasługi w pracy naukowo-badawczej i dydaktycznej.

## Pełnione funkcje i członkostwo w organizacjach
W kadencjach 2008-2012 i 2012-2016 pełnił funkcję dziekana Wydziału Studiów Edukacyjnych Uniwersytetu im. Adama Mickiewicza w Poznaniu.
W kadencji 2016-2019 był przewodniczącym Komisji Rektorskiej Uniwersytetu im. Adama Mickiewicza w Poznaniu ds. Strategii i Zarządzania Uczelnią. Od 2019 pełni funkcję Prorektora kierującego Szkołą Nauk Społecznych Uniwersytetu im. Adama Mickiewicza w Poznaniu.
Jest kierownikiem Zakładu Socjologii Edukacji na Wydziale Studiów Edukacyjnych Uniwersytetu im. Adama Mickiewicza w Poznaniu, członkiem Prezydium Komitetu Rozwoju Edukacji Narodowej w Wydziale I Nauk Humanistycznych i Społecznych Polskiej Akademii Nauk. Pełnił funkcję Zastępcy Przewodniczącego Prezydium Komitetu Nauk Pedagogicznych PAN. W latach 2017–2019 był członkiem Centralnej Komisji ds. Stopni i Tytułów, Sekcji I – Nauk Humanistycznych i Społecznych. W przeszłości był również związany z Wydziałem Nauk o Zdrowiu Uniwersytetu Medycznego im. Karola Marcinkowskiego w Poznaniu, gdzie pełnił funkcję kierownika Katedry Nauk o Zdrowiu.
Pełni funkcję prezesa Polskiego Towarzystwa Pedagogiki Porównawczej.

## Wybrane publikacje

### Autorskie
- Samochód. Tożsamość, wolność i przestrzeń. Wydawnictwo Naukowe Uniwersytetu im. Adama Mickiewicza w Poznaniu, Poznań 2020, ISBN 978-83-232-3803-4.
- Pasja i tożsamość naukowca. O władzy i wolności umysłu. Wydawnictwo Naukowe Uniwersytetu im. Adama Mickiewicza w Poznaniu, Poznań 2019, ISBN 978-83-232-3589-7.
- Piłka nożna. Tożsamość, kultura i władza, Wydawnictwo Naukowe Uniwersytetu im. Adama Mickiewicza w Poznaniu, Poznań 2016, ISBN 978-83-232-3158-5.
- Systemy kształcenia i doskonalenie kadr kierowniczej w krajach Unii Europejskiej i Stanach Zjednoczonych, Ośrodek Rozwoju Edukacji, Warszawa 2014, ISBN 978-83-64-915-41-3.
- Kultura popularna i tożsamość młodzieży. W niewoli władzy i wolności, Oficyna Wydawnicza Impuls, Kraków 2013, ISBN 978-83-7850-562-4.
- Tożsamość, ciało i władza w kulturze instant, Oficyna Wydawnicza Impuls, Kraków 2010, ISBN 978-83-7587-250-7
- Teoria i praktyka edukacji wielokulturowej, Oficyna Wydawnicza Impuls, Kraków 2007, ISBN 978-83-7308-706-4
- Kryzys męskości w kulturze współczesnej, Poznań 2002 (wyd. II, Oficyna Wydawnicza Impuls, Kraków 2006, ISBN 978-83-7308-705-7).
- Uniwersytet i społeczeństwo: dyskursy wolności, wiedzy i władzy, Wydawnictwo Wolumin, Poznań 2002, ISBN 83-88536-45-1 (wyd. II poprawione: Oficyna Wydawnicza Impuls, Kraków 2009, ISBN 978-83-7587-210-1).
- Tożsamość, ciało i władza. Teksty kulturowe jako (kon)teksty pedagogiczne, Wydawnictwo Edytor, Poznań–Toruń 1996, ISBN 83-901412-9-9.
- Postmodernistyczne kontrowersje wokół edukacji, Wydawnictwo Edytor, Poznań-Toruń 1995, ISBN 83-901412-5-6
- Współczesne amerykańskie spory edukacyjne: (między socjologią edukacji a pedagogiką postmodernistyczną), Wydawnictwo Naukowe UAM, Poznań 1994.

### Współautorskie
- Tomasz Szkudlarek, Zbyszko Melosik, Kultura, tożsamość i edukacja. Migotanie znaczeń, Oficyna Wydawnicza Impuls, Kraków 1998, ISBN 978-83-7587-326-9

### Pod redakcją
- Tożsamość w warunkach zmiany społecznej, red. nauk. Zbyszko Melosik, Mirosław J. Szymański, Wydawnictwa Akademii Pedagogiki Specjalnej im. Marii Grzegorzewskiej, Warszawa 2016, ISBN 978-83-64953-43-9
- Tożsamość w społeczeństwie współczesnym: pop-kulturowe (re)interpretacje, red. nauk. Agnieszka Gromkowska-Melosik, Zbyszko Melosik, Oficyna Wydawnicza Impuls, Kraków 2012, ISBN 978-83-7587-954-4
- Kultura popularna: konteksty teoretyczne i społeczno-kulturowe, red. nauk. Agnieszka Gromkowska-Melosik, Zbyszko Melosik, Oficyna Wydawnicza Impuls, Kraków 2010, ISBN 978-83-7587-434-1
- O racjonalności w nauce i życiu społecznym, red. nauk. Zbigniew Drozdowicz, Zbyszko Melosik, Sławomir Sztajer, Wydawnictwo Naukowe Uniwersytetu im. Adama Mickiewicza w Poznaniu, Poznań 2009.
- Młodzież wobec (nie)gościnnej przyszłości, red. nauk. Roman Leppert, Zbyszko Melosik, Bożena Wojtasik, Wydawnictwo Naukowe Dolnośląskiej Szkoły Wyższej, Wrocław 2005, ISBN 83-89518-30-9
- Młodzież, styl życia i zdrowie. Konteksty i kontrowersje, Wydawnictwo Wolumin, Poznań 2001, ISBN 83-88536-15-X
- Ciało i zdrowie w społeczeństwie konsumpcji, Wydawnictwo Edytor, Poznań–Toruń 1999, ISBN 83-87284-07-6
- Wychowanie obywatelskie : studium teoretyczne, porównawcze i empiryczne, red. Zbyszko Melosik, Kazimierz Przyszczypkowski, Wydawnictwo Edytor, Poznań-Toruń 1998, ISBN 83-87284-03-3